# Joas I.

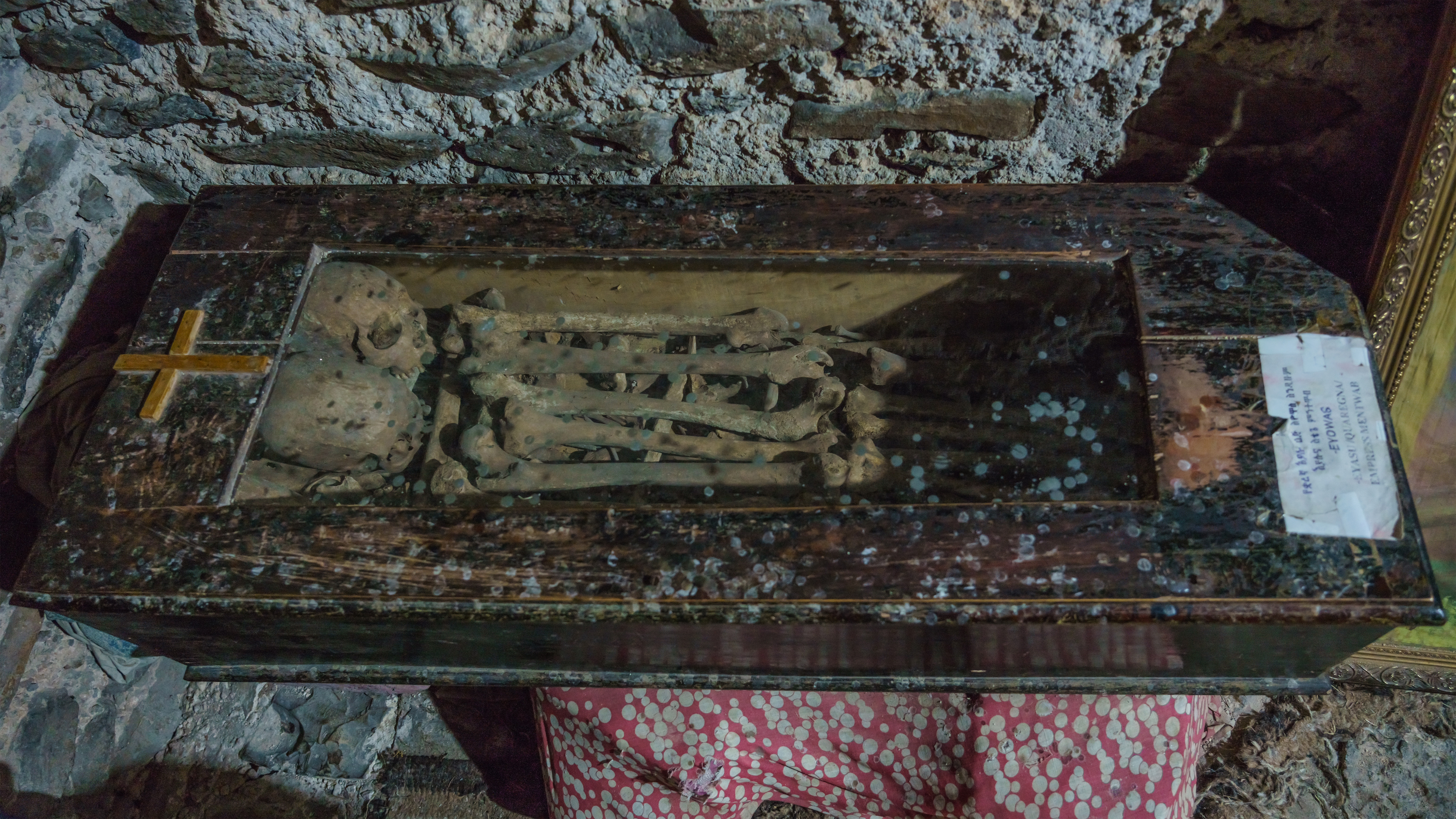
Die in Kuskwam (Gonder) aufbewahrten Gebeine von Mentewab, Iyasu II. und Joas I.

Iyoas I. (äthiop. ኢዮዋስ, auch Joas I., Thronname Adyam Sagad አድያም ሰገድ, „vor dem die Grenzen der Welt sich verneigen“) (* 1755; † 14. Mai 1769) war vom 26. Juni 1755 bis zum 7. Mai 1769 Negus Negest (Kaiser) von Äthiopien sowie ein Mitglied der Solomonischen Dynastie.
Er war das Kind von Iyasu II. und Wubit (Welete Bersabe), der Tochter eines Häuptlings der Oromo aus dem Distrikt Yejju. Da er bereits als Kleinkind den Thron bestieg, agierte die Kaiserin Mentewab, seine Großmutter, als Regent.
Das Kaiserreich war nach dem Tod Iyasus finanziell am Ende und litt zudem an regionalen Konflikten zwischen Gebieten die bereits seit Jahrhunderten ein Teil des Reichs waren: die Agau, Gondere, Schoa und Tigray sowie die neu hinzugekommenen Oromo. Mentewab versuchte die Bindung zwischen der Monarchie und den Oromo zu verstärken, indem sie ihren Sohn mit der Tochter eines Oromo-Häuptlings verheiratete. Dieser Schritt ging jedoch letztlich nach hinten los.
Iyasu II. ließ seiner Mutter den Vorzug gegenüber seiner Frau Wubit und ermöglichte ihr alle Vorrechte eines gleichwertigen gekrönten Herrschers. Wubit wartete bis zum Amtsantritt ihres eigenen Sohnes, ehe sie ihre Ansprüche an der Macht anmeldete, die  so lange in den Händen von Mentewab und ihren Verwandten aus Qwara gelegen hatte. Als Iyoas nach dem plötzlichen Tod seines Vaters den Thron bestieg, war der Erbadel von Gonder verblüfft, da dieser besser Oromo sprach als amharisch. Sie zogen daher die Verwandten seiner Mutter aus Yejju den Qwaran seiner Großmutter vor. Als Erwachsener verstärkte Iyoas diese Begünstigungen der Oromo. Er stellte eine königliche Garde aus 3000 Oromo auf und setzte seine Oromo-Onkel Brulhe und Lubo als deren Führung ein. Nach dem Tod des Ras von Amhara, versuchte er seinen Onkel zum Gouverneur jener Provinz zu machen. Der daraufhin einsetzende Aufschrei veranlasste seinen Berater Walda Nul dazu ihn umzustimmen.
Zu jener Zeit findet der Ras Mikael Sehul von Tigray erstmals geschichtliche Erwähnung. In den königlichen Chroniken der Herrschaft Iyaos wird er positiv durch den Kaiser dargestellt. Man nimmt an, dass der Machtkampf zwischen den Qwaran unter der Kaiserin Mentewab und den Yejju-Oromo unter der Mutter des Kaisers, Wubit, kurz vor einer kriegerischen Auseinandersetzung stand. Mentewab rief Ras Mikael, ihren späteren Schwiegersohn, herbei, um zwischen ihren Kräften und dem Lager ihrer Schwiegertochter zu vermitteln. Der Ras war ebenfalls ein Gegner der eingefallenen Oromo und ein Gebieter über das traditionell christliche Tigray. Die Kaiserin Mentewab glaubte daher, dass er sich ihrer Lage gegenüber verständnisvoll zeigen würde. In geschickter Weise gelang es ihm jedoch die beiden Kräfte ins Abseits zu befördern und selbst Ansprüche an die Macht zu stellen. Mikael wurde bald darauf Führer des christlichen Lagers der Amharen und Tigray.
Er betrat die Hauptstadt Gonder und überzeugte Iyoas den im Exil lebenden König von Sannar, Badi abu Shalukh zu unterstützen. Iyoas ernannte Badi zum Gouverneur von Ras al-Fil an der Grenze zu Sannar. Walda Nul riet Badi sein Königreich nicht zu verlassen. Der König wurde jedoch zurück nach Sannar gelockt und dort heimlich ermordet.
Die Amtszeit Joas wird von da an  vom Kampf zwischen dem mächtigen Ras Mikael Sehul und den Oromo aus der Familie Joas geprägt. Je stärker er sich an die Führer der Oromo wie Fasil annäherte, umso mehr verschlechterten sich seine Beziehungen zu Mikael Sehul. Schließlich entthronte Mikael Sehul den Kaiser Joas am 7. Mai 1769. Eine Woche später ließ er ihn ermorden. Die genauen Umstände seines Todes sind umstritten, nicht jedoch das Ergebnis: zum ersten Mal in der Geschichte Äthiopiens hatte ein Kaiser seinen Thron nicht durch natürlichen Tod, Tod in einer Schlacht oder freiwilligen Verzicht verloren. Mikael Sehul hatte die Macht des Kaisers kompromittiert. Von da an lag sie zunehmend in den Händen der großen Adligen und militärischen Befehlshaber.
Edward Ullendorff schreibt dazu:

“It is this period, from 1769 to the beginning of Theodore's reign in 1855, that is called by Ethiopian tradition the time of the masafent (‘judges’), for it resembled very closely the era of the Old Testament judges when ‘there was no king in Israel: every man did that which was right in his own eyes’.”

„Dieser Zeitraum, von 1769 bis zum Anfang der Herrschaft Theodors II. 1855, wird in äthiopischen Überlieferungen als Zeit der masafent (‚Richter‘) bezeichnet, da er sehr der alttestamentlichen Zeit der Richter ähnelt: ‚in jenen Tagen gab es in Israel noch keinen König; jeder tat, was ihm gefiel‘. (Ri 17,6 )“